# Саратога-Спрінгс (Юта)
Саратога-Спрінгс (англ. Saratoga Springs) — місто (англ. city) в США, в окрузі Юта штату Юта. Населення — 37 696 осіб (2020).

## Географія
Саратога-Спрінгс розташована за координатами 40°20′43″ пн. ш. 111°54′43″ зх. д. / 40.34528° пн. ш. 111.91194° зх. д. (40.345288, -111.911854).  За даними Бюро перепису населення США в 2010 році місто мало площу 43,38 км², з яких 43,03 км² — суходіл та 0,35 км² — водойми. В 2017 році площа становила 59,10 км², з яких 58,77 км² — суходіл та 0,33 км² — водойми.

## Демографія
Згідно з переписом 2010 року, у місті мешкала 17 781 особа в 4387 домогосподарствах у складі 4022 родин. Густота населення становила 410 осіб/км².  Було 4685 помешкань (108/км²).
Расовий склад населення:
| - 92,8 % — білих - 0,9 % — азіатів - 0,8 % — вихідців з тихоокеанських островів - 0,5 % — чорних або афроамериканців - 0,3 % — корінних американців - 1,9 % — осіб інших рас |

До двох чи більше рас належало 2,8 %. Частка іспаномовних становила 5,8 % від усіх жителів.
За віковим діапазоном населення розподілялося таким чином: 46,9 % — особи молодші 18 років, 50,1 % — особи у віці 18—64 років, 3,0 % — особи у віці 65 років та старші. Медіана віку мешканця становила 22,6 року. На 100 осіб жіночої статі у місті припадало 102,2 чоловіків;  на 100 жінок у віці від 18 років та старших — 100,5 чоловіків також старших 18 років.
Середній дохід на одне домашнє господарство  становив 92 149 доларів США (медіана — 80 389), а середній дохід на одну сім'ю — 92 295 доларів (медіана — 79 879). Медіана доходів становила 65 000 доларів для чоловіків та 38 542 долари для жінок. За межею бідності перебувало 1,5 % осіб, у тому числі 1,5 % дітей у віці до 18 років та 0,0 % осіб у віці 65 років та старших.
Цивільне працевлаштоване населення становило 8465 осіб. Основні галузі зайнятості: освіта, охорона здоров'я та соціальна допомога — 22,7 %, науковці, спеціалісти, менеджери — 14,8 %, роздрібна торгівля — 11,4 %.